# Нуньес, Девин
Де́вин Дже́ральд Ну́ньес (англ. Devin Gerald Nunes; 1 октября 1973, Туларе, Калифорния) — американский политик, член Республиканской партии, член Палаты представителей США от Калифорнии (2003—2022).

## Биография
Родился в Туларе, штат Калифорния, в семье скотоводов — потомков иммигрантов из Португалии в третьем поколении. Окончил среднюю школу в Тулэйри и Колледж секвой, получил степень бакалавра, а затем магистра по сельскохозяйственному бизнесу в Политехническом университете штата Калифорния. Будучи 23-летним студентом, выиграл свои первые выборы, войдя в совет попечителей Колледжа секвой. В 2001 году президент Буш назначил его директором калифорнийского отделения Секции сельского развития Министерства сельского хозяйства США. В 2002 году победил на выборах в Палату представителей США, на втором сроке был избран во влиятельный Комитет Палаты представителей США по налогам и сборам.
Вследствие пересмотра границ избирательных округов в 2010 году, в 2012 году был переизбран в Палату представителей от 22-го, а не 21-го округа.
3 января 2015 года избран председателем Комитета Палаты представителей по разведке.
27 февраля 2017 года заявил об отсутствии у американской разведки каких-либо свидетельств о контактах сотрудников президентской кампании Трампа с российскими спецслужбами.
2 февраля 2018 года получил известность после публикации Комитетом по разведке так называемого «Меморандума Нуньеса» под официальным наименованием «Foreign Intelligence Surveillance Act Abuses at the Department of Justice and the Federal Bureau of Investigation» («Злоупотребления Актом о негласном наблюдении за иностранными разведками в Министерстве юстиции и Федеральном бюро расследований»). Четырёхстраничный документ содержит утверждения, что упомянутые ведомства, желая предотвратить избрание Дональда Трампа президентом США, установили наблюдение за участником предвыборной кампании Трампа Картером Пейджем, используя для этого досье, собранное фирмой бывшего агента британской разведки Кристофера Стила, которое оплатили Национальный комитет Демократической партии США и президентская кампания Хиллари Клинтон.
3 января 2019 года Нэнси Пелоси, переизбранная на пост спикера Палаты представителей, объявила новым председателем Комитета по разведке Адама Шиффа, который немедленно заявил о намерении использовать возможности Комитета для расширения расследования о вмешательстве России в выборы 2016 года.
9 декабря 2019 года были опубликованы результаты длительного служебного расследования Генерального инспектора Министерства юстиции США М. Хоровица, которое частично подтвердило обоснованность «Меморандума Нуньеса». Главный вывод проверки заключался в том, что расследование ФБР против участников президентской кампании Трампа, известное под названием Crossfire Hurricane, было начато на законных основаниях, но при его осуществлении были допущены ошибки. Генеральный прокурор Уильям Барр публично оспорил заключение Хоровица, сочтя недостаточными основания для начала упомянутого расследования ФБР.
6 декабря 2021 года Нуньес заявил, что уйдет в отставку, чтобы занять должность CEO созданной бывшим президентом Трампом компании Trump Media & Technology Group.

## Личная жизнь
Нуньес исповедует католицизм, в 2003 году женился на Элизабет Тамариз (Elizabeth Tamariz).

## Награды
- Медаль Мхитара Гоша (16 декабря 2021 года, Армения) — по случаю 30-летия установления дипломатических отношений между Республикой Армения и Соединёнными Штатами Америки, за значительный вклад в укрепление и развитие армяно-американских дружественных отношений и защиту общечеловеческих ценностей[12].